# Hermann Kröger
Hermann Kröger (auch: Harmen Kröger) († 1671) war ein deutscher Orgelbauer in Nienburg/Weser. Fast vollständig ist seine bedeutende Orgel in Langwarden erhalten.

## Leben und Werk
Über Krögers Leben ist wenig bekannt. Unklar ist die verwandtschaftliche Beziehung zu dem Orgelbauer Cordt Kröger (* um 1600; † 1641), der vermutlich bei der bedeutenden Orgelbauerfamilie Bader den Orgelbau erlernte. Hermann Kröger war sein Meistergeselle und vollendete dessen Neubau in der Oldenburger Lambertikirche. Hermann Kröger blieb bis 1651 in Oldenburg, Rodenkirchen und Berne und übersiedelte dann nach Minden und Celle. Ab 1655 ist er in Nienburg und 1670 im Gebiet um die Grafschaft Hoya nachweisbar.
Sein Bruder Gerd († um 1641) tritt gemeinsam mit ihm in einigen Orgelprojekten auf. Bedeutsam ist Krögers Weiterentwicklung der Springladen. Seine Wirksamkeit konzentrierte sich auf die Orgellandschaft Oldenburg. Kröger baute Orgeln mit selbstständigem Pedalwerk in separaten Pedaltürmen. Über den Türen des Brustwerks brachte Kröger durchbrochenes Schnitzwerk im Knorpelstil an. Diese Tradition wurde von Berendt Hus übernommen. In den Manualwerken standen sich möglichst vollständige Prinzipal- und Flötenchöre gegenüber, die durch Aliquotregister und Zungenstimmen ergänzt wurden. Die Metallpfeifen waren meist aus reinem Blei gefertigt. Die größten Pfeifen im Prospekt bemalte Kröger mit Fratzen. Krögers Meistergeselle war Berendt Hus, der der Lehrmeister von Arp Schnitger wurde. Das brabantisch-norddeutsche Werkprinzip der Orgelbaufamilien Scherer und Fritzsche wurde über die Kröger-Familie und Hus an Schnitger vermittelt.

## Werkliste (Auswahl)
In der fünften Spalte der Tabelle bezeichnet die römische Zahl die Anzahl der Manuale, ein großes „P“ ein selbstständiges Pedal, ein kleines „p“ ein nur angehängtes Pedal und die arabische Zahl in der sechsten Spalte die Anzahl der klingenden Register.
| Jahr      | Ort                     | Kirche                                     | Bild | Manuale | Register | Anmerkungen |
| --------- | ----------------------- | ------------------------------------------ | ---- | ------- | -------- | --- |
| 1638      | Blexen                  | St. Hippolyt                               |      |         |          | Neubau einer kleinen Orgel, die 1685 durch Joachim Kayser ersetzt wurde                                                                                            |
| 1640      | Abbehausen              | St. Laurentius                             |      | II/p    | 10       | Neubau vermutlich durch Hermann oder Gerd Kröger; im Zuge des Neubaus 1713 durch Arp Schnitger nach Waddens, St. Marcellus überführt; dort 1882 ersetzt            |
| 1642      | Berne                   | St. Aegidius                               |      | II/P    | 23       | Erweiterung der Orgel von Reinhard van Lampeler (1596; I/9) um ein Rückpositiv und Pedal; Umbau durch Georg Wilhelm Wilhelmy (1793); heute II/P/25; Reste erhalten |
| 1635–1642 | Oldenburg               | Lambertikirche                             |      | III/P   | 35       | Vollendung des Neubau von Cordt Kröger; 1800 ersetzt |
| 1642      | Rodenkirchen (Stadland) | St. Matthäus                               |      |         |          | Erweiterung der Orgel von Jost Sieburg (1642) um ein Rückpositiv; 1758 ersetzt                                                                                     |
| 1650      | Daverden                | St. Sigismund                              |      |         |          | Neubau |
| 1650      | Langwarden              | St. Laurentius                             |      | II/P    | 21       | Neubau gemeinsam mit seinem Gesellen Berendt Hus, mit Springladen; 14 Register erhalten                                                                            |
| 1650      | Bücken                  | Stiftskirche St. Materniani et St. Nicolai |      |         |          | vermutlich Erweiterungsumbau einer älteren Orgel des 16. Jahrhunderts, neun historische Register im Neubau von Hillebrand (1976) integriert                        |
| 1653      | Celle                   | Stadtkirche St. Marien                     |      | III/P   | 35       | Neubau gemeinsam mit Berendt Hus; Prospekt erhalten; 1999 Rekonstruktion durch Rowan West                                                                          |
| 1660      | Verden (Aller)          | Dom zu Verden                              |      |         |          | Reparatur der Orgel von Andreas de Mare (1582–83); nicht erhalten                                                                                                  |
| 1662      | Vilsen                  | St. Cyriakus                               |      |         |          | Neubau |
| 1662–1663 | Lunsen                  | Ev.-luth. Kirche                           |      |         |          | Reparatur und Erweiterung um ein Rückpositiv mit 10 Registern; nicht erhalten                                                                                      |
| 1671      | Lengerich (Westfalen)   | Evangelische Kirche                        |      |         |          | |